# Rennrodel-Weltmeisterschaften 1961
Die Rennrodel-Weltmeisterschaften 1961 fanden vom 28. bis 29. Januar im schweizerischen Girenbad statt.

## Einsitzer der Frauen
| Platz | Land | Sportlerin        | Zeit    |
| ----- | ---- | ----------------- | ------- |
| 1     | SUI  | Elisabeth Nagele  | 3:56,06 |
| 2     | FRG  | Marianne Winkler  | 3:59,01 |
| 3     | AUT  | Helene Thurner    | 3:59,38 |
| 4     | FRG  | Hildegard Riepl   | 4:00,05 |
| 5     | AUT  | Waltraud Ambacher | 4:00,96 |
| 6     | AUT  | Alma Mittelberger | 4:01,29 |
| …     |      |                   |         |
| 10    | GDR  | Gudrun Koniceck   | 4:05,55 |
| 20    | GDR  | Elfriede Fischer  | 4:54,40 |

Weitere Reihenfolge
| Platz | Sportlerin        | Land |
| ----- | ----------------- | ---- |
| 7     | Minna Blüml       | FRG  |
| 8     | Gertrud Beer      | FRG  |
| 9     | Monika Löcker     | CHE  |
| 10    | Gudrun Konicek    | GDR  |
| 11    | Hanna Possmoser   | AUT  |
| 12    | Elsa Lips         | CHE  |
| 13    | Erika Ausserhofer | ITA  |
| 14    | Erika Leitner     | ITA  |
| 15    | Sonja Kägi        | CHE  |
| 16    | Elsa Lips         | CHE  |
| 17    | Christa Matthias  | FRG  |
| 18    | Dorothea Koch     | FRG  |
| 19    | Margrit Gründeler | CHE  |
| 20    | Elfriede Fischer  | GDR  |
| 21    | Hildegard Geyer   | ITA  |

## Einsitzer der Männer
| Platz | Land | Sportler         | Zeit     |
| ----- | ---- | ---------------- | -------- |
| 1     | POL  | Jerzy Wojnar     | 3:38,99  |
| 2     | FRG  | Hans Plenk       | 3:40,64  |
| 3     | AUT  | Reinhold Senn    | 3:42,15  |
| 4     | FRG  | Fritz Nachmann   | 3:42,89  |
| 5     | FRG  | Wolfgang Winkler | 3:43,01  |
| 6     | ITA  | Siegfried Mair   | 3:43,05  |
| …     |      |                  |          |
| 11    | GDR  | Jochen Asche     | 3:47,81  |
| 18    | GDR  | Klaus Bonsack    | 3:49,93  |
| 24    | GDR  | Günter Schneider | 3:51,90  |
| 28    | GDR  | Thomas Köhler    | 3:54,69  |
| 35    | GDR  | Dieter Ludwig    | 3:59,61  |
| 37    | GDR  | Walter Eggert    | 4:00,37  |
| DNF   | GDR  | Dieter Eichel    | gestürzt |

Weitere Reihenfolge
| Platz | Sportler               | Land |
| ----- | ---------------------- | ---- |
| 7     | Reinhold Frosch        | AUT  |
| 8     | Ewald Walch            | AUT  |
| 9     | Ulrich Jucker          | CHE  |
| 10    | Arnold Gartmann        | CHE  |
| 11    | Jochen Asche           | GDR  |
| 12    | Arnold Gartmann        | CHE  |
| 13    | Milan Ulcar            | YUG  |
| 14    | Hermann Mayer          | FRG  |
| 15    | Ryszard Pondrak        | POL  |
| 16    | Virgil Oberbacher      | ITA  |
| 17    | Arnold Prinoth         | ITA  |
| 18    | Klaus-Michael Bonsack  | GDR  |
| 19    | Andrä Oberhammer       | ITA  |
| 20    | Louis Springero        | AUT  |
| 21    | Jean-Pierre Gottschall | CHE  |
| 22    | Josef Mayr             | FRG  |
| 23    | Oswald Mussner         | ITA  |
| 24    | Günter Schneider       | GDR  |
| 25    | Franz Psenica          | YUG  |
| 26    | Stane Horvat           | YUG  |
| 27    | Heinz Scheimpflug      | YUG  |
| 28    | Thomas Köhler          | GDR  |
| 29    | Walter Oelschläger     | CHE  |
| 30    | Walter Matter          | CHE  |
| 31    | Helmut Thaler          | AUT  |
| 32    | Anton Venier           | AUT  |
| 33    | Toni Urbanc            | YUG  |
| 34    | Max Leo                | FRG  |
| 35    | Dieter Ludwig          | GDR  |
| 36    | Hans Wüest             | CHE  |
| 37    | Walter Eggert          | GDR  |
| 38    | Roar Strøm             | NOR  |
| 39    | Max Thüler             | CHE  |
| 40    | Ivar Bjare             | SWE  |
| 41    | Reinhold Bühler        | LIE  |
| 42    | Berno Walser           | LIE  |
| 43    | Jacques Depetro        | FRA  |
| 44    | Egon Bühler            | LIE  |
| 45    | Roland Pontneau        | FRA  |
| 46    | Arno Berglund          | SWE  |
| 47    | Serge Crétin           | FRA  |
| 48    | Gerard Crétin          | FRA  |
| 49    | Hans-Ruedi Roth        | CHE  |
| 50    | Francois Coster        | FRA  |
| 51    | Norbert Higg           | LIE  |
| 52    | Anatole Pochard        | FRA  |
| 53    | Jules Josserant        | FRA  |
| 54    | Alois Beck             | LIE  |
| 55    | Georg Pichler          | ITA  |
| 56    | Johann Kortenoever     | NLD  |
| 57    | Matías Stinnes         | ARG  |
| DNF   | Dieter Eichel          | GDR  |
| DNF   | Andie Feydeau          | FRA  |

## Doppelsitzer (Geschlechtsoffen)
Die Umstände des Doppelsitzer-Wettbewerbs sind unklar. the-sports.org meldet, der Wettkampf sei abgebrochen worden. sports123.com meldet Thaler/Senn auf Platz 3. Das offizielle FIL-Jubiläumsbuch (s. Quellen) und eine weitere Quelle auf der FIL-Webseite melden die hier dargestellte  Reihenfolge. In der zeitgenössischen Tagespresse (Neues Deutschland) wird der Wettkampf zum Teil nicht erwähnt.
| Platz | Land | Sportler                            | Zeit    |
| ----- | ---- | ----------------------------------- | ------- |
| 1     | ITA  | Roman Pichler Enrico Prinot         | 1:31,86 |
| 2     | ITA  | David Moroder Raimondo Prinoth      | 1:33,31 |
| 3     | AUT  | Josef Feistmantl Ludwig Gassner     |         |
| 4     | AUT  | Helmut Thaler Reinhold Senn         |         |
| 5     | FRG  | Sepp Mayr Hermann Kammerer          |         |
| 6     | AUT  | Fritz Duschnigg Siegfried Duschnigg |         |
| 7     | SUI  | Arnold Gartmann Elisabeth Nagele    |         |
| 8     | SUI  | Walter Oehlschläger Monika Lücker   |         |
| 9     | GDR  | Jochen Asche Elfriede Fischer       |         |
| …     |      |                                     |         |
| 14    | GDR  | Günter Schneider Gudrun Konicek     | 1:38,21 |
| 17    | GDR  | Klaus Bonsack Thomas Köhler         | 1:39,65 |
| 20    | GDR  | Walter Eggert Dieter Eichel         | 1:42,74 |

Weitere Reihenfolge
| Platz | Sportler                              | Land |
| ----- | ------------------------------------- | ---- |
| 10    | Wolfgang Winkler, Max Leo             | FRG  |
| 11    | Roar Strøm, Rolf Greger Strøm         | NOR  |
| 12    | Fritz Nachmann, Hans Plenk            | FRG  |
| 13    | Ryszard Pędrak, Romuald Zukowski      | POL  |
| 14    | Günter Schneider, Gudrun Konicek      | GDR  |
| 15    | Andrä Oberhammer, Maier               | ITA  |
| 16    | Ulrich Jucker, Hans-Ruedi Roth        | CHE  |
| 17    | Klaus Bonsack, Thomas Köhler          | GDR  |
| 18    | Arno Berglund, Ivar Bjare             | SWE  |
| 19    | Jerzy Wojnar, Włodzimierz Źróbik      | POL  |
| 20    | Walter Eggert, Dieter Eichel          | GDR  |
| 21    | Toni Urbanc, Stano Horvat             | YUG  |
| 22    | Heinz Scheimpflug, Helmut Steinhauser | ITA  |
| 23    | Hans Wüest, Emil Egli                 | CHE  |
| 24    | Milan Ulcar, Franz Psenica            | YUG  |

## Medaillenspiegel
| Platz | Land           | Gold | Silber | Bronze | Gesamt |
| ----- | -------------- | ---- | ------ | ------ | ------ |
| 1     | Italien        | 1    | 1      | 0      | 2      |
| 2     | Polen          | 1    | 0      | 0      | 1      |
| 2     | Schweiz        | 1    | 0      | 0      | 1      |
| 4     | BR Deutschland | 0    | 2      | 0      | 2      |
| 5     | Österreich     | 0    | 0      | 3      | 3      |